# 외인들
"外人들"은 1980년에 개봉한 대한민국의 영화이다.

## 캐스팅
- 김영애
- 윤일봉
- 정한용
- 원미경
- 김인문
- 이경실
- 박원숙
- 한명환
- 조용수
- 박예숙
- 문혜영
- 김지영
- 유명순
- 문미봉